# Tyukalinszki járás

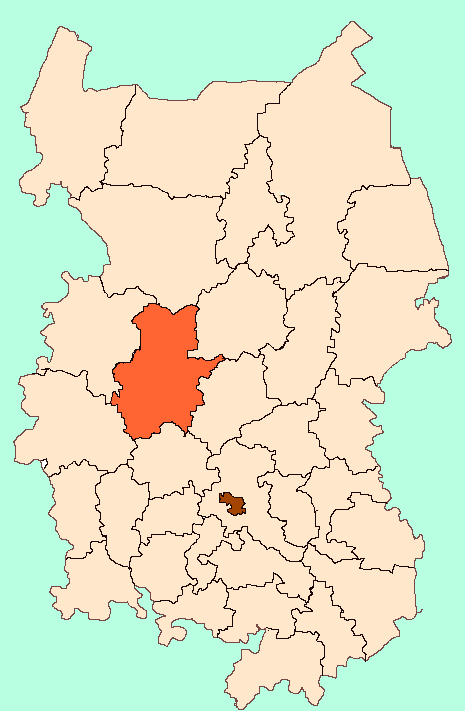
A Tyukalinszki járás az Omszki területen

A Tyukalinszki járás (oroszul Тюкалинский район) Oroszország egyik járása az Omszki területen. Székhelye Tyukalinszk.

## Népesség
- 1989-ben 22 430 lakosa volt.
- 2002-ben 19 128 lakosa volt.
- 2010-ben 14 831 lakosa volt, melynek 92,27%-a orosz, 2,75%-a kazah, 1,29%-a német, 0,63%-a ukrán, 0,35%-a tatár.